# Luktvädd
Luktvädd (Scabiosa canescens) är en växtart i familjen väddväxter. 